# ShKAS
Cadencia: 1100tiros por minuto
A ShKAS (Shpitalny-Komaritski Aviatsionny Skorostrelny, Shpitalny-Komaritski tiro rápido para aeronaves; em russo:  ШКАС - Шпитальный-Комарицкий Авиационный Скорострельный) é uma metralhadora de calibre 7.62 mm amplamente utilizada em aeronaves soviéticas na década de 1930 e durante a Segunda Guerra Mundial. Foi projetada por Boris Shpitalniy e Irinarkh Komaritsky, entranto em produção em 1934. A ShKAS foi utilizava na maior parte dos caças e bombardeiros soviéticos e serviu de base para o canhão ShVAK.

## Descrição
A ShKAS é uma metralhadora do tipo revólver operada a gás; possui uma única câmara na qual o pino atinge o primer (iniciador).
Um elemento chave da alta cadência de tiro da ShKAS é o tambor rotativo que mantém dez cartuchos e fornece uma remoção progressiva e muito suave dos cartuchos de sua cinta com ligação que se desintegra. Outro elemento é a porção de recuo leve da arma, que pesa apenas 921 gramas (2,07 lb).
Uma análise dos Estados Unidos desclassificada sobre o sistema de alimentação, baseado em modelos capturados durante a Guerra da Coreia, cita:
Uma interessante partida foi tomada da até então prática ortodoxa de municiamento em uma arma deste calibre. A alimentação lembra, de certa forma, um cilindro de revólver com ranhuras, sendo uma parte integral da arma e os cartuchos permanecem axiais durante toda a operação.

Diagrama da operação do sistema de alimentação da ShKAS

A cadeia de alimentação cilíndrica é rodada por um braço que abre uma abertura no pistão a gás. Um sulco helicoidal no tambor retira os cartuchos da cinta de metal desintegrante ao se mover através da linha de alimentação, ativando seus aros e gradualmente saltando os cartuchos para trás. Os cartuchos livres são então colocados na parte inferior do receptor para o encerramento da rotação final.
Este tipo circular de alimentador armazena dez projéteis. Várias fases são requeridas para desconectar completamente um projétil e girá-lo na posição que será empurrado para a câmara. Uma pequena alça dobrável no lado superior é usada para girar o tambor de alimentação ao encher com cartuchos.
Ao retirar o projétil lentamente da cinta com este tipo de alimentação praticamente não causa arrasto quando a arma é utilizava em alta velocidade. Tem tração de correia o suficiente para lidar com praticamente qualquer comprimento de cinta desejado. [...]

A Força Aérea Russa deu o apelido desta configuração de alimentação de "gaiola". É uma adaptação de um sistema utilizado pela primeira vez por um projetista polonês, Gabriel Szakats.
(Ian V. Hogg chamou o sistema de alimentação da ShKAS de uma "gaiola de esquilos".)
Após analisar as partes menos incomuns da ShKAS, a fonte americana conclui:

Então, a ShKAS é uma inovação baseada nas características da Maxim (ejeção e buffer), da Szakats (alimentação), e da Berthier (atuada por pistão, culatra apoiada, travamento)
Apesar da ShKAS ser bem conhecida por sua alta cadência de tiros, havia a possibilidade de atirar mais lentamente ao reduzir a pressão do gás. Isto era feito ao "mudar a posição dos orifícios no regulador de gás, que vem com orifícios de três diferentes tamanhos: 2.1 mm (1/12-inch), 2.5 mm (1/10-inch) e 3.2 mm (1/8-inch). Quanto menor o orifício utilizado, mais moderada é a cadência de tiros."

## Variantes

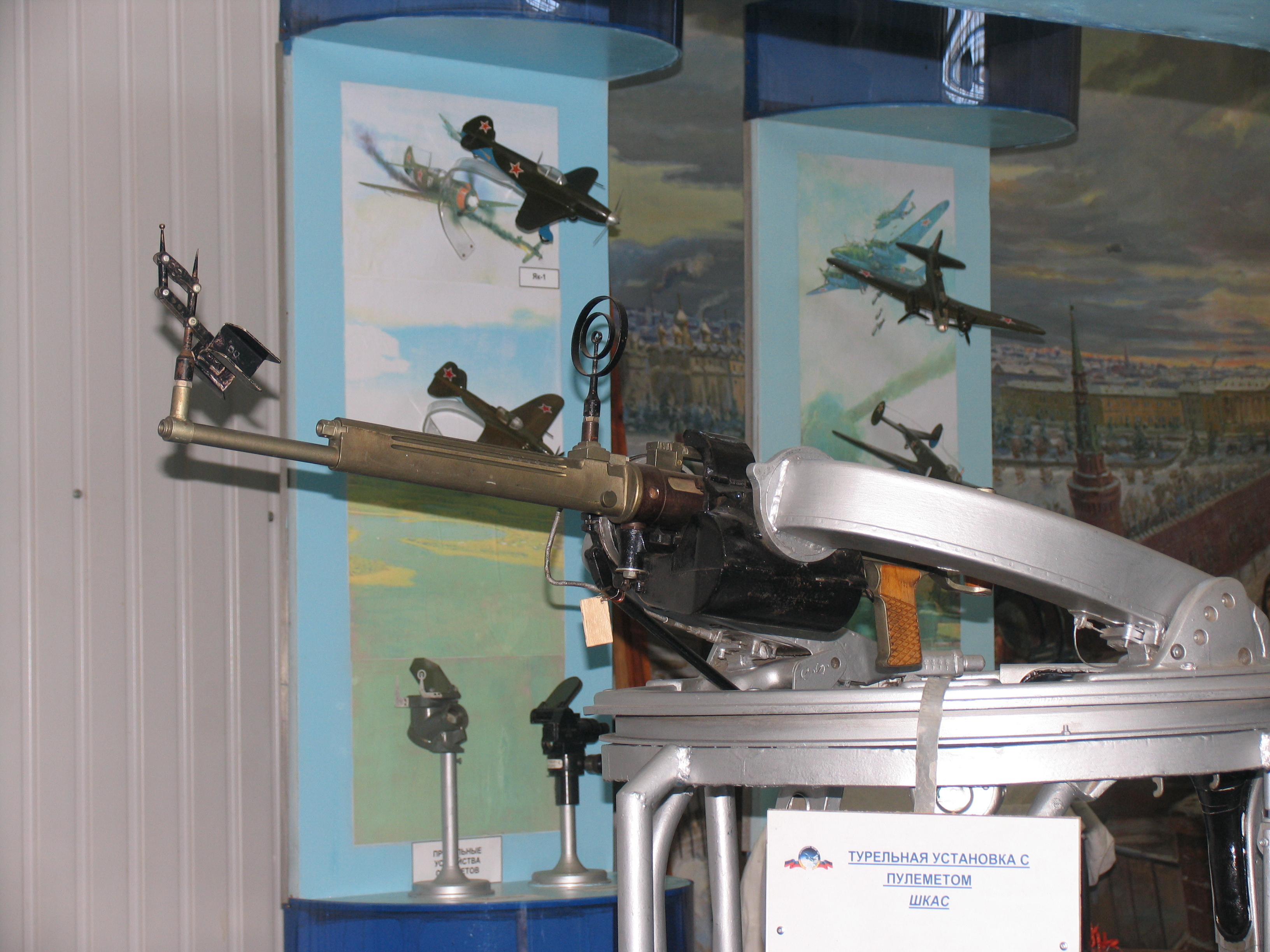
ShKAS montada em uma torre

A produção inicial consistia de uma ShKAS montada em asas ou torres, com uma versão sincronizada entrando em serviço no ano de 1936.
Em 1952 a inteligência ocidental havia identificado cinco diferentes modelos, todas incluindo o número "426" em suas marcas:
- um protótipo "426" apareceu em 1932
- KM-33, em tarefas flexíveis, apareceu em 1933
- KM-35, em tarefas flexíveis (1934) e montada em asas (1935)
- KM-36, em tarefas flexíveis (1935) e sincronizada com a hélice (1937); esta última tinha um cano extra longo
- Um modelo de 1941, montada em asas

"KM" significa "modelo construído", por exemplo, modelo de produção. A tarefa pretendida era marcada com as letras "T" para flexível, "K" para asas, e "S" para sincronizadas. A versão flexível era usualmente montada em uma cópia soviética do "anel Scarff". O modelo de 1937 tinha uma cadência de tiros pouco maior, de 2.000 tiros por minuto. A quantidade de munição normalmente levada era de 750 cartuchos para os modelos fixos e de 1.000 a 1.500 para os flexíveis.
Os arquivos soviéticos indicam os seguintes volumes de produção, por ano:
- 1933 — 365 produzidas
- 1934 — 2.476
- 1935 — 3.566
- 1937 — 13.005
- 1938 — 19.687
- 1940 — 34.233
- 1943 — 29.450
- 1944 — 36.255
- 1945 — 12.455

Em 1939, um pequeno número de Ultra-ShKAS foram produzidas com uma cadência de tiros de 3.000 tiros por minuto, mas foi pouco utilizada devido a problemas de confiabilidade.

## Efetividade
A ShKAS foi o armamento de aeronaves de calibre de rifle com maior cadência de tiro em serviço na Segunda Guerra Mundial. Uma rajada de um segundo de quatro ShKAS de um Polikarpov I-153 ou Polikarpov I-16 colocava 120 projéteis dentro de 15 mil angular a 400 metros, dando uma densidade de tiro de 5 projéteis por metro quadrado do céu. Além disso, a ShKAS era incomumente leve; as quatro armas, com 650 cartuchos cada, pesava um total de apenas 160 kg (350 lb).
A ShKAS não era, entretanto, uma arma livre de problemas. O técnico soviético de metralhadoras Viktor M. Sinaisky destacou:

A metralhadora ShKAS tinha uma alta cadência de tiro, mas também 48 formas de travar. Algumas podiam ser consertadas imediatamente, outras não. E 1.800 tiros por minuto era uma cadência de tiros insanamente alta. Se você puxasse o gatilho por muito tempo, a ShKAS utilizaria toda sua munição de uma vez só!!

## Especificações da arma
- Cartucho: 7.62×54mmR
- Calibre: 7,62 mm (0,300 in)
- Cadência de tiro: 1.800 tiros/min montados em asa ou torre; 1.625 tiros/min sincronizada. UltraShKAS: 3.000 tiros/min.
- Velocidade de saída: 825 m/s
- Peso: 10 kg (22,0 lb) vazia; 40 kg (88,2 lb) com 650 cartuchos.

## Especificações da munição 7.62 mm
Apesar de baseada no cartucho 7.62×54mmR, as armas ShKAS utilizaram alguns construídos especialmente para ela para menores tolerâncias; para distinguir das munições 7.62 comuns, a letra em cirílico "Sh" (Ш) foi impressa na parte inferior dos cartuchos. Projetados por N. M. Elizarov, tinham algumas características adicionais, como uma dupla crimpagem e uma parede do cartucho mais espessa de construção "bimetálica" ao invés do tradicional cobre. O principal tipo do projétil utilizado era o perfurante-incendiário B-32.
- Peso do projétil: 148 grãos (9,6 gramas)
- Peso do cartucho: 370 grãos (24 gramas)
- Coeficiente balístico: 2.100 kg/m² (3,0 lb/in²)
- Duração da munição traçante: 750 m (2.460 ft)
- Perfuração em blindagem: 11 mm (0,43 in) a 400 m (1.312 ft)

## Possíveis influências
Alguns historiadores militares consideram que o sistema de alimentação do Mauser MG 213C (o canhão de revólver seminal para projetos ocidentais) tenha sido inspirado pela ShKAS.

## Usuários
- União Soviética
- Segunda República Espanhola
- Taiwan